# Ohiaht
Ohiaht (Huu-ay-aht, Oiaht), pleme Aht Indijanaca s Barclay Sounda u kanadskoj provinciji Britanska Kolumbija.
Ohiahti pripadaju kulturnom području Sjeverozapadne obale. Ribolov i lov na morske sisare (uključujući i kita) temeljni su izvor prehrane, uključujuć i morske životinje koje su sakupljali uz obalu po moskim plićacima, kao što su ježevi, i razni mekušci [uključujući i hitone /Polyplacophora/i ježeve koje su sakupljali i jeli]. Od ljeta pa do kasne jeseni pet vrsta pacifičkog lososa vraćalo se u rijeke. Indijanci su ovu ribu hvatali u velikim količinama, dimili je, sušili i spremali za nadolazeću zimu. Kroz godinu hvatali su i kopnene sisare (jelen, medvjed i drugo), od kojih su osim meso za hranu dobivali i kože i krzno.
U prošlosti je plemensko središte bilo selo Kiix?in, napušteno 188.-tih godina. Pleme je danas u savezu s grupom Aht plemena koja su se kolektivno prozvala Maa-nulth, a uz njih pripadaju im i Kyuquot (Ka:’yu:’k’t’h’) koji su udruženi s Checlesahtima  (Che:k’tles7et’h’) u jedno pleme, Toquaht, Uchucklesaht i Ucluelet. 

## Popis rezervata
- Anacla Indian Reserve 12
- Clutus Indian Reserve 11
- Dochsupple Indian Reserve 3
- Haines Island Indian Reserve 8
- Hamilton Point Indian Reserve 7
- Keeshan Indian Reserve 9
- Kichha Indian Reserve 10
- Kirby Point Indian Reserve 6
- Masit Indian Reserve 13
- Nuchaquis Indian Reserve 2
- Numukamis Indian Reserve 1
- Sachawil Indian Reserve 5
- Sachsa Indian Reserve 4

## Vanjske poveznice
- Huu-ay-aht First Nation approves new B.C. treaty
- Huu-ay-aht First Nation - Home